# تپه کوشکک
تپه کوشکک مربوط به دوران پیش از تاریخ ایران باستان است و در شهرستان نیک‌شهر، بخش قصر قند، روستای نجد نجد واقع شده و این اثر در تاریخ ۷ مهر ۱۳۸۱ با شمارهٔ ثبت ۶۱۰۶ به‌عنوان یکی از آثار ملی ایران به ثبت رسیده‌است.